# Myndus jamaicae
Myndus jamaicae är en insektsart som beskrevs av Kramer 1979. Myndus jamaicae ingår i släktet Myndus och familjen kilstritar. Inga underarter finns listade i Catalogue of Life.